# Leszczynowiec kłosowy
Leszczynowiec kłosowy, l. kłosowaty (Corylopsis spicata) – gatunek rośliny z rodziny oczarowatych. Pochodzi z Japonii (z wyspy Sikoku). Do Europy został sprowadzony w 1856, w Polsce jest uprawiany od 1932.

## Morfologia

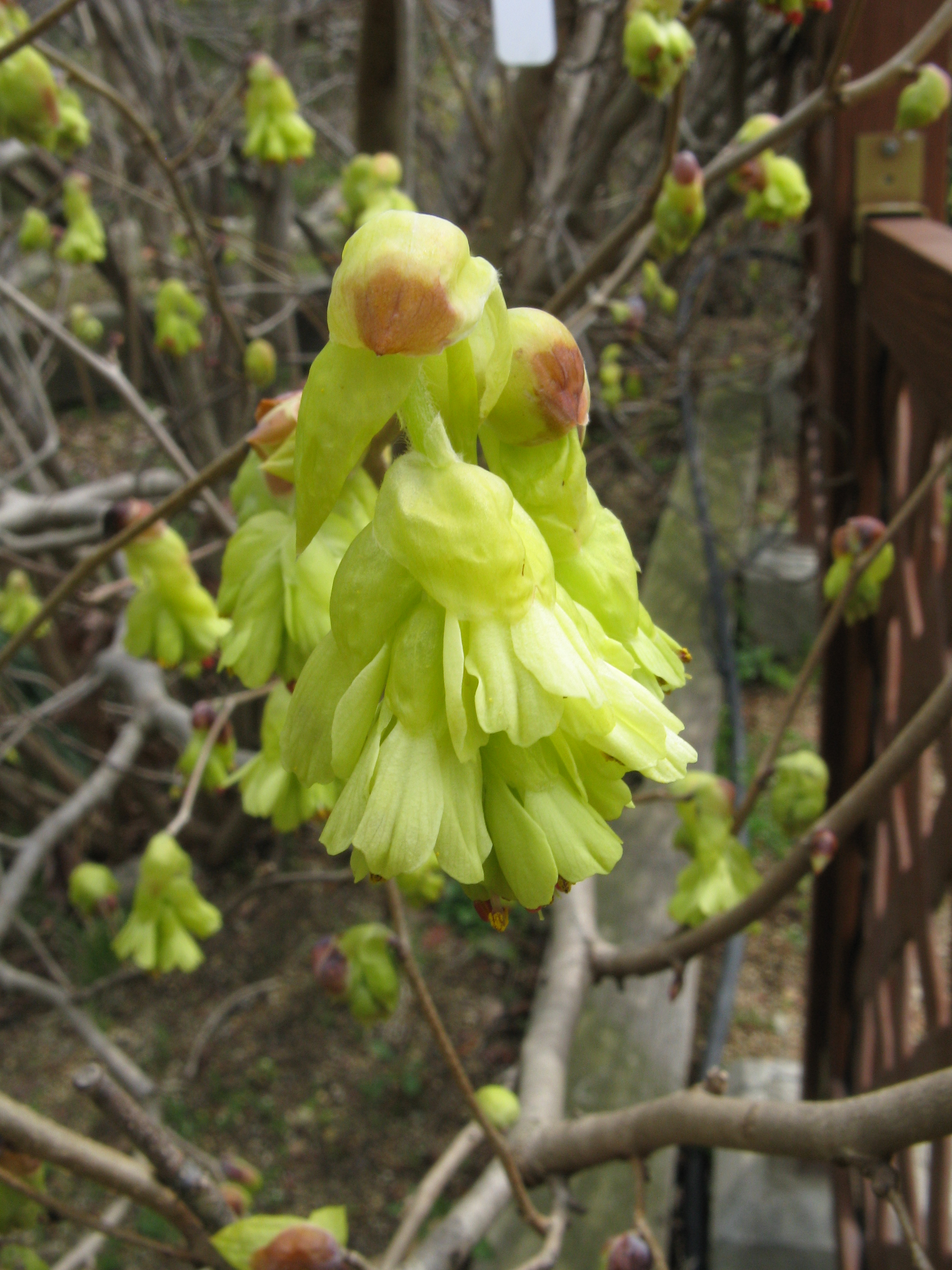
Kwiatostany

PokrójDekoracyjny krzew liściasty o szerokim pokroju, zrzucający liście przez zimą. W swojej ojczyźnie osiąga wysokość do 3 m, uprawiany w Polsce osiąga nieco mniejsze rozmiary.
LiścieJajowate, o długości do 10 cm, podobne do liści leszczyny. Są nagie od góry, od spodu gęsto owłosione miękkimi włoskami, za młodu czerwonawe. Wyrastają na ogruczolonym ogonku o długości do 2,5 cm. Brzegi blaszki zatokowo piłkowane z wyrostkami.
KwiatyJasnożółte, o długości do 1 cm, dzwonkowate, zebrane po 7–10 (12) w kłosy na szczytach pędów. Długość kłosów 2–4 (6) cm. Podsadki wcześnie odpadają. Płatki korony łopatkowate, działki kielicha cienkie, o długości 3-4 mm, nitki pręcików czerwonawe, pylniki o kolorze od różowego do żółtobrązowego. Roślina miododajna. Okres kwitnienia od marca do kwietnia, przed rozwojem liści. Kwiaty podczas kwitnienia pachną.

## Zastosowanie
Jest czasami uprawiany jako roślina ozdobna, w Polsce rzadko, głównie w ogrodach botanicznych. Nie jest całkowicie odporny na mróz: wiosną czasami przemarzają mu młode pędy, dlatego też należy go sadzić w miejscach osłoniętych. W zależności od miejsca pochodzenia sadzonki, jego odporność na mróz wynosi od –18 °C do –29 °C. Nie ma specjalnych wymagań co do gleby.